# 臭化1-ブチル-3-メチルイミダゾリウム
臭化1-ブチル-3-メチルイミダゾリウム（英: 1-Butyl-3-methylimidazolium bromide、BMIM Br）は、融点が100 °C未満のイオン液体である。

## 合成および調製
臭化1-ブチル-3-メチルイミダゾリウムは、1-メチルイミダゾールと1-ブロモブタンとの無溶媒第四級化反応によって調製できる。

BMIM Brの合成

## 特性
臭化1-ブチル-3-メチルイミダゾリウムは直方晶系に結晶化する。

## 用途
臭化1-ブチル-3-メチルイミダゾリウムは、1-ブチル-3-メチルイミダゾリウムカチオンを持つイオン液体の合成における出発化合物である。また、臭化1-ブチル-3-メチルイミダゾリウムは、反応媒体として、および触媒、さらに、二酸化炭素回収・貯留において応用される。